# Thiska Thiel-Wehrbein

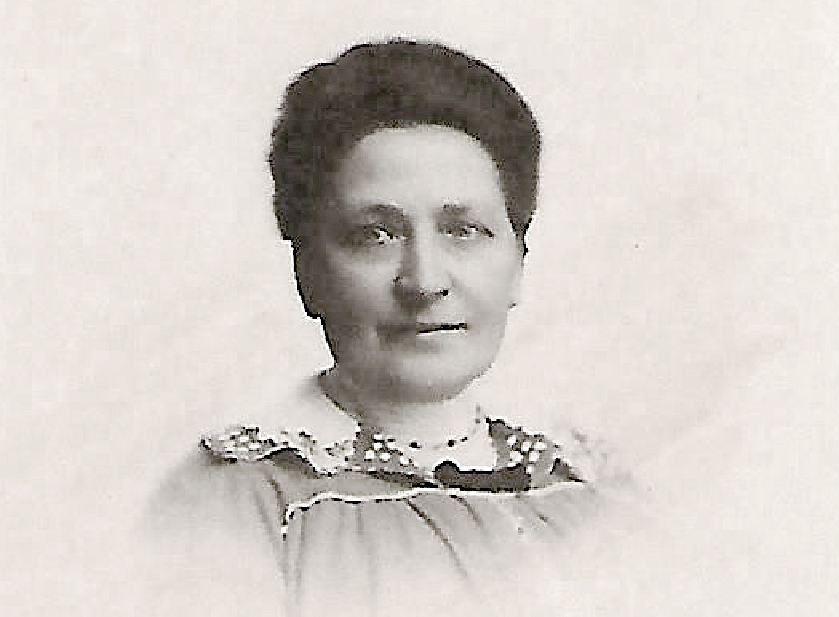
Thiska Thiel-Wehrbein

Thiska Thiel-Wehrbein (* 31. August 1866 in Amsterdam; † 26. September 1941 in Haarlem) war eine niederländische Frauenrechtlerin und Pazifistin. Ab 1917 war sie eine aktive Sprecherin für Frauenrechte, Kinderrechte, die Abrüstung der Niederlande und den linksliberalen „Vrijzinnig Democratische Bond“, bis sie 1924 ihre Aktivitäten aufgrund von Asthma einschränken musste.

## Lebensstationen

### Vor dem Ersten Weltkrieg
Thiska Wehrbein wurde 1866 als Tochter des Binnenschifffahrtskapitäns Arnold Wehrbein, Nachfahre westfälischer Immigranten, und seiner Frau Ebelina Wehrbein-Bruins in Amsterdam geboren.
1889 heiratete sie in Haarlem den 26-jährigen Jan Hendrik Thiel III, der einer Lehrerfamilie aus Wissenkerke entstammte und auf der Heiratsurkunde wie sein Vater „Schuldirektor“ angab, später jedoch in Haarlem als Rechtsanwalt und Direktor eines Unternehmens tätig war.
1905 gründete Thiel-Wehrbein in Haarlem den „Vrouwen-Ontwikkelingsclub“ (Frauenförderverein), der sich zum Ziel setzte: „Frauen zu organisieren, um gemeinsam eine Verbesserung ihrer wirtschaftlichen und politischen Situation anzustreben, im Kampf der Arbeiterklasse gegen den Kapitalismus mitzukämpfen, für ihre Rechte einzutreten, wo sie als Frauen missachtet oder unterdrückt werden.“ Sie stand diesem Club mindestens bis 1908 vor.

### Im Ersten Weltkrieg

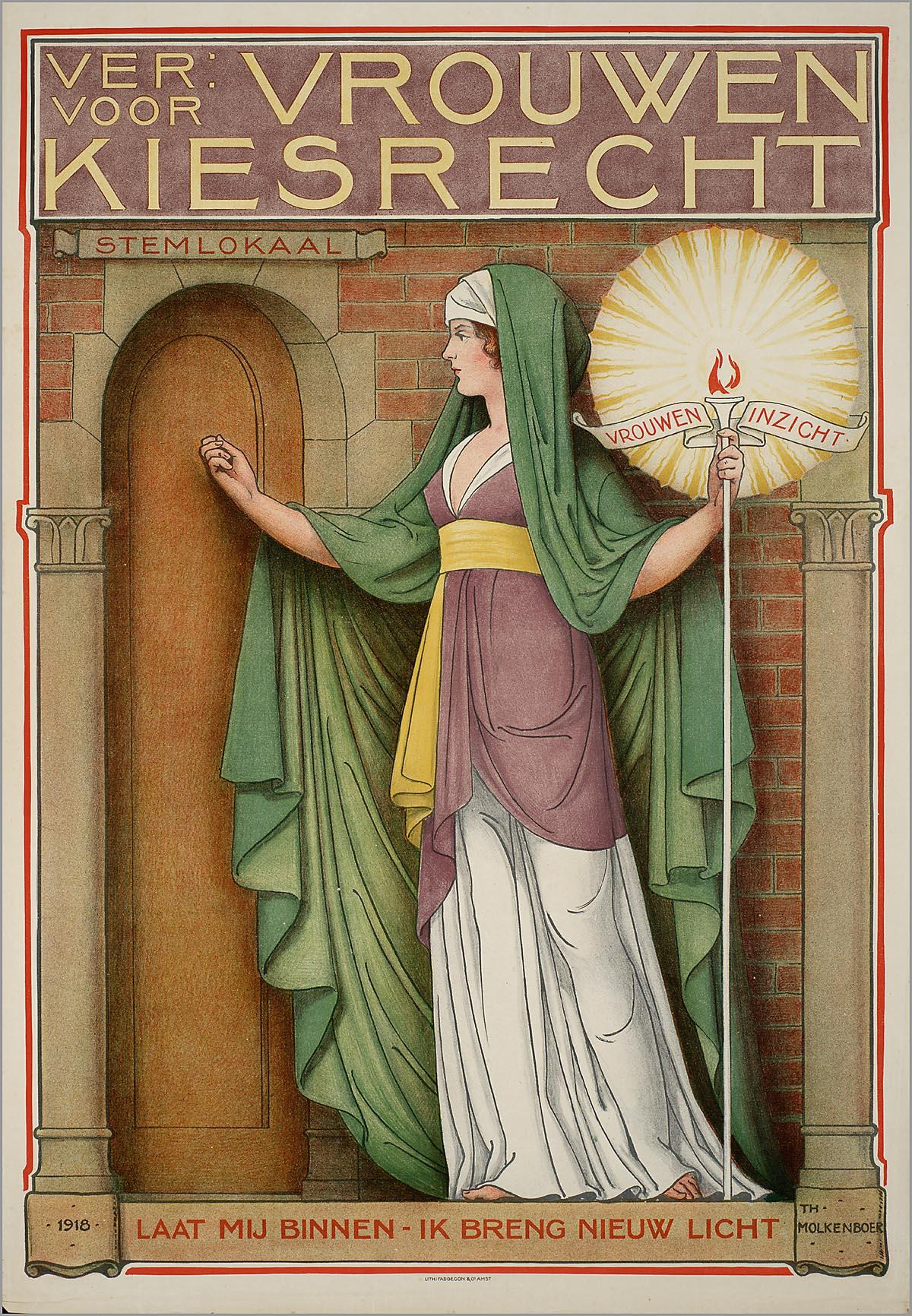
Poster des niederländischen Vereins für das Frauenwahlrecht

Im März 1917 wird zum ersten Mal von einem Vortrag von Thiel-Wehrbein berichtet: vor dem Amsterdamer Hausfrauenverband über „Het huisgezin en zijn geschiedenis“ (Die Hausfamilie und ihre Geschichte). Weitere Vortragsthemen bis 1922 waren: „Het huisgezin door alle eeuwen“ (Die Hausfamilie durch alle Jahrhunderte), „Samenwerking van de Huisvrouwen op elk gebied“ (Die Zusammenarbeit der Hausfrauen in allen Bereichen) und „De Vrouw en de Stembus“ (Die Frau und die Wahlurne).
Im September 1917 gründete Thiel-Wehrbein den freisinnig-demokratischen Frauenclub (Vrijzinnig Democratisch Vrouwenclub) in Amsterdam und wurde dessen Vorsitzende.
Im März 1918 wurde Thiska Thiel-Wehrbein Mitglied des neuen Frauenkomitees für Lebensmittelverteilung des niederländischen Reichsbewirtschaftungsbüros für Lebensmittel, Landwirtschafts- und Industrieprodukten („Rijks-Centraal Administratiekantoor voor het Regelen van den Uitvoer, den Invoer en de Distributie van Levensmiddelen, land- en nijverheidsproducten“). Die Niederlande waren während des Ersten Weltkriegs zwar neutral, mussten aber zur Sicherung dieser Neutralität ihre Streitkräfte in den Zustand ständiger Mobilisierung halten, wodurch in der Landwirtschaft und Industrie Fachkräfte fehlten. Bereits im Herbst 1914 wurden Lebensmittel rationiert. 1917 hatte die Regierung Bewirtschaftungsbüros eingerichtet, um das Zuteilungssystem besser zu verwalten. Auch versuchte die konservativ-konfessionelle Regierung, zunehmend Vertreter des linken Parteienspektrums, wie Thiska Thiel-Wehrbein, am unbeliebten Zuteilungssystem zu beteiligen und die Verantwortung auf mehr Schultern zu verteilen.
Im Sommer 1918 wurde Thiska Thiel-Wehrbein als erste Frau in die Beratungskommission für das niederländische Reichsbewirtschaftungsbüro für Milch und Käse („Rijkskantoor voor Melk en Kaas“) berufen.

### Nach dem Ersten Weltkrieg
In den Niederlanden wurde das Frauenwahlrecht zwar mit Wirkung vom 28. September 1919 eingeführt, landesweite Parlamentswahlen würden danach jedoch erst 1922 stattfinden. Niederländerinnen wählten damit zuerst in den Gemeindewahlen von 1919, bzw. wurden gewählt. Darunter auch Thiska Thiel-Wehrbein. Sie wurde in diesen Wahlen als erste Frau für die linksliberalen „Vrijzinnige Democraten“ in den Stadtrat von Amsterdam gewählt. In Amsterdam war Frau Thiel das erste weibliche Mitglied im Ausschuss für die Aufsicht über Lehrerausbildung in Haarlem, Präsidentin des Vereins für Frauenwahlrecht und des Liberaldemokratischen Frauenclubs. Außerdem gehörte sie dem Redaktionsausschuss des Monatsbulletins der Vereinigung für das Frauenwahlrecht an.
1921 setzte sie – selbst Frau eines Anwaltes – sich für die Schaffung von spezialisierten Richtern für jugendliche Delinquenten, den „kinderrechters“ (Jugendrichtern) ein.

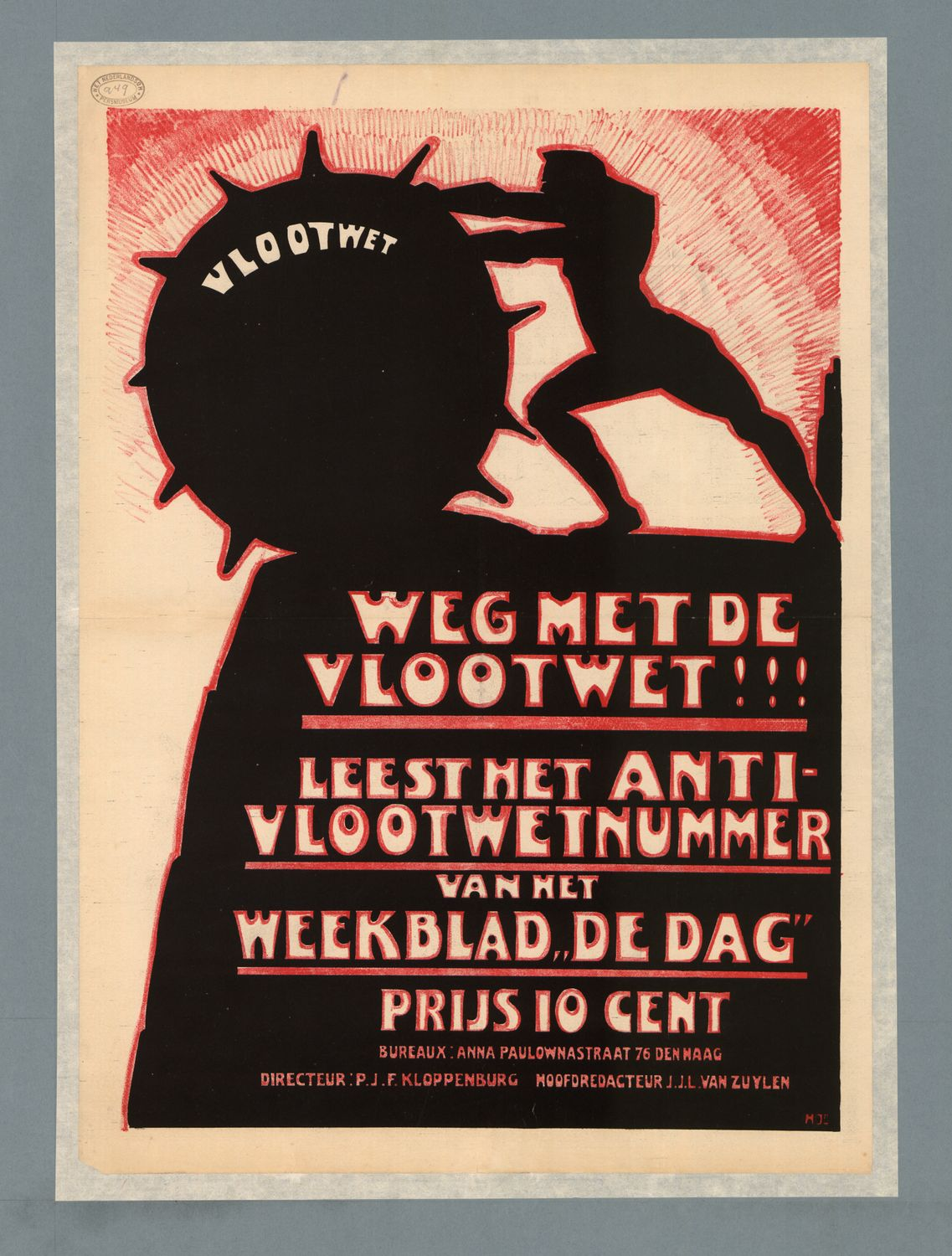
Propagandistisches Plakat gegen die „Vlootwet“ (das Flottenausbreitungsgesetz)

1922 engagierte sie sich mit der von ihr geführten Genootschap voor Zedelijke Volkspolitiek (Gesellschaft für moralische Politik des Volkes) für die vollständige Entwaffnung der Niederlande. Diese Gesellschaft postulierte 18 Jahre vor der Besetzung der Niederlande durch das Dritte Reich im baptistischen Zondagsbode: „Die Gefahren, die den Niederlanden (...) in absehbarer Zukunft drohen, können als relativ gering angesehen werden, sowohl die eines direkten feindlichen Angriffs zu annexionistischen Zwecken als auch die einer Verletzung der Neutralität im Falle eines gleichmäßigen Krieges zwischen anderen Mächten.“ Konkret sollte damit das geplante Gesetz zum Ausbau der niederländischen Kriegsmarine („Vlootwet“) verhindert werden.
1922 wurde sie die Präsidentin der „Vereeniging van Staatsburgeressen“, dem wichtigsten Suffragettenverband der Niederlande.

In der einzigen erhaltenen Publikation von Thiska Thiel-Wehrbein, „Die Frau und die Politik“, meinte sie:
Die Frauen von heute, die das Herz auf dem rechten Fleck haben, müssen spüren, dass sie sich nicht mehr den Luxus leisten können, untätig zu bleiben. Sie müssen erkennen, dass auch sie Pflichten gegenüber der Gesellschaft zu erfüllen haben, dass sie zumindest versuchen sollten, diese Gesellschaft zu einem sichereren und glücklicheren Ort zu machen, an dem man leben kann. (...) Und während Frauen nun das Wahlrecht haben werden, um direkt auf die Schaffung von Gesetzen Einfluss zu nehmen, sollten diejenigen, die ernsthaft Verbesserungen anstreben, aber eine Gänsehaut bekommen, wenn sie das Wort „Politik“ hören (und davon gibt es einige!), versuchen, ihre Ängste zu überwinden und zunächst herauszufinden, was das Wort bedeutet.
1923 amtierte sie im Vorstand des freisinnig-demokratischen Frauenclubs, der sich laut eigener Formulierung um die „Propaganda unter Frauen“ kümmerte.
1924 trat sie wegen einer „Bronchitis“, wahrscheinlich aber wegen eines schweren Asthmas, von ihrem Amt als Präsidentin des Verbandes der Staatsbürgerinnen, der sich kurz zuvor erfolgreich für die Einführung des Frauenwahlrechts eingesetzt hatte, zurück. Die Redaktion des Vrijzinnig-democraat kommentierte: „Frau Thiel-Wehrbein hat sich durch ihre stille Liebenswürdigkeit, ihre große Schlichtheit und unübertroffene Bereitschaft einen Platz in den Herzen der Mitglieder erobert“.

## Familie
Thiska Thiel-Wehrbein hatte vier Kinder, darunter Johannes Hendrik Thiel, ein bekannter Altphilologe und Altertumswissenschaftler, und Ebelina van Eck-Thiel, eine der ersten weiblichen Anwälte der Niederlande.